# 重力拋甩
重力抛甩（英語：Gravity drop），是指在民航机飞行时发生液压系统故障，导致起落架无法放下，在降落前为放下起落架而采取的措施，简单说就是在降落前做大幅度的俯冲-拉起动作，使起落架在重力作用下放下。一旦起落架落下到恰当位置便会自动锁上，此时若其他条件允许便可实施降落。

## 相关事故
- 加拿大航空143號班機事故
- 1998年中國東方航空586號班機事故：当时前起落架无法放下，机长就曾进行如此动作但未见效，所幸飞机在迫降时机头扎进消防泡沫中才没有导致灾难发生而成功着陆无人伤亡。
- DHL货机巴格达遇袭事件